# Babeldaob
Babeldaob oder Babelthuap, auf älteren Karten auch: Baobeltaob, Baubelthouap, Banbeltbonap, Baberudaobu To, ist die größte Insel des Inselstaats Palau im westlichen Pazifischen Ozean und eine der größten des Archipels der Karolinen.

## Geographie

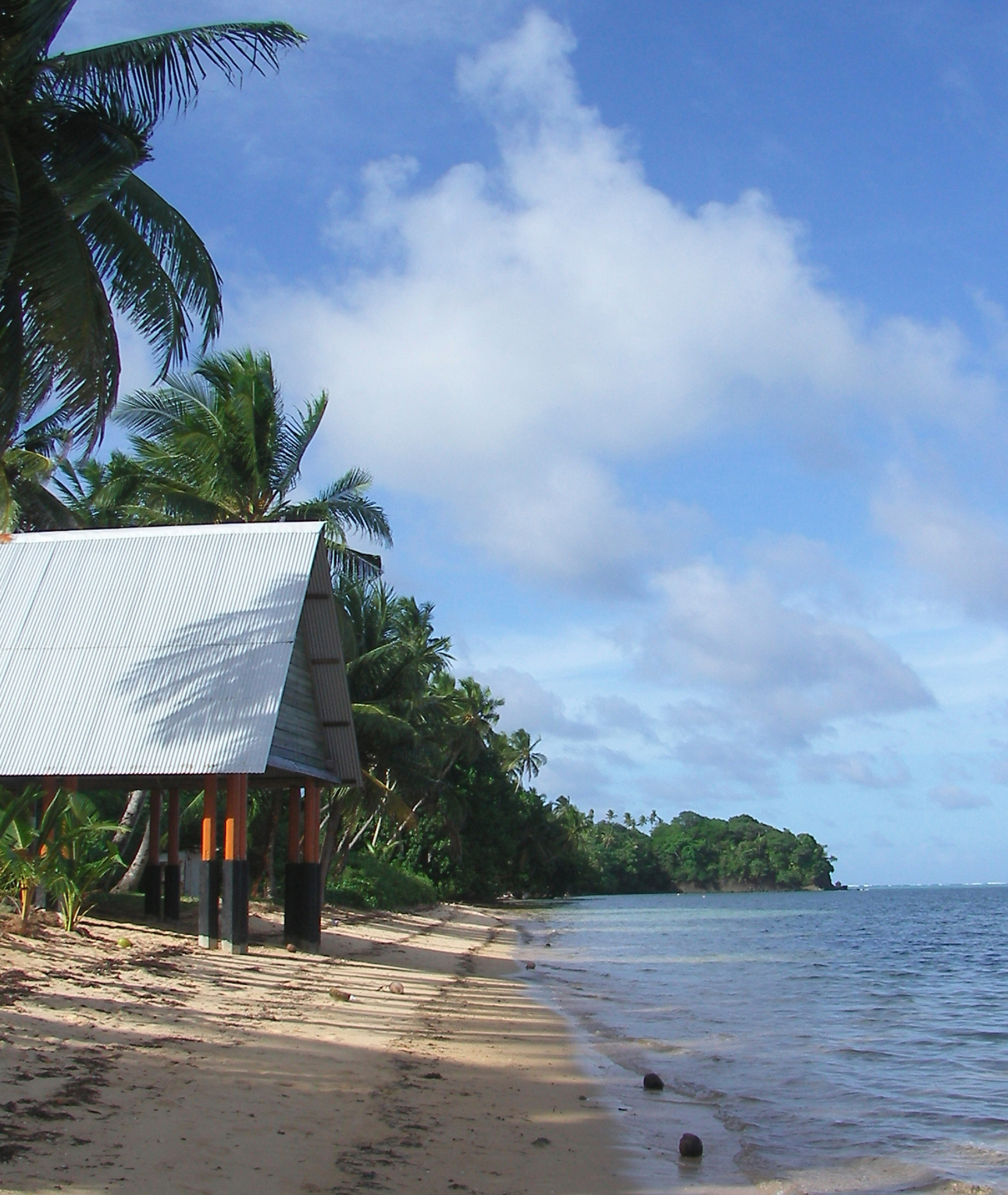
Strand in Melekeok

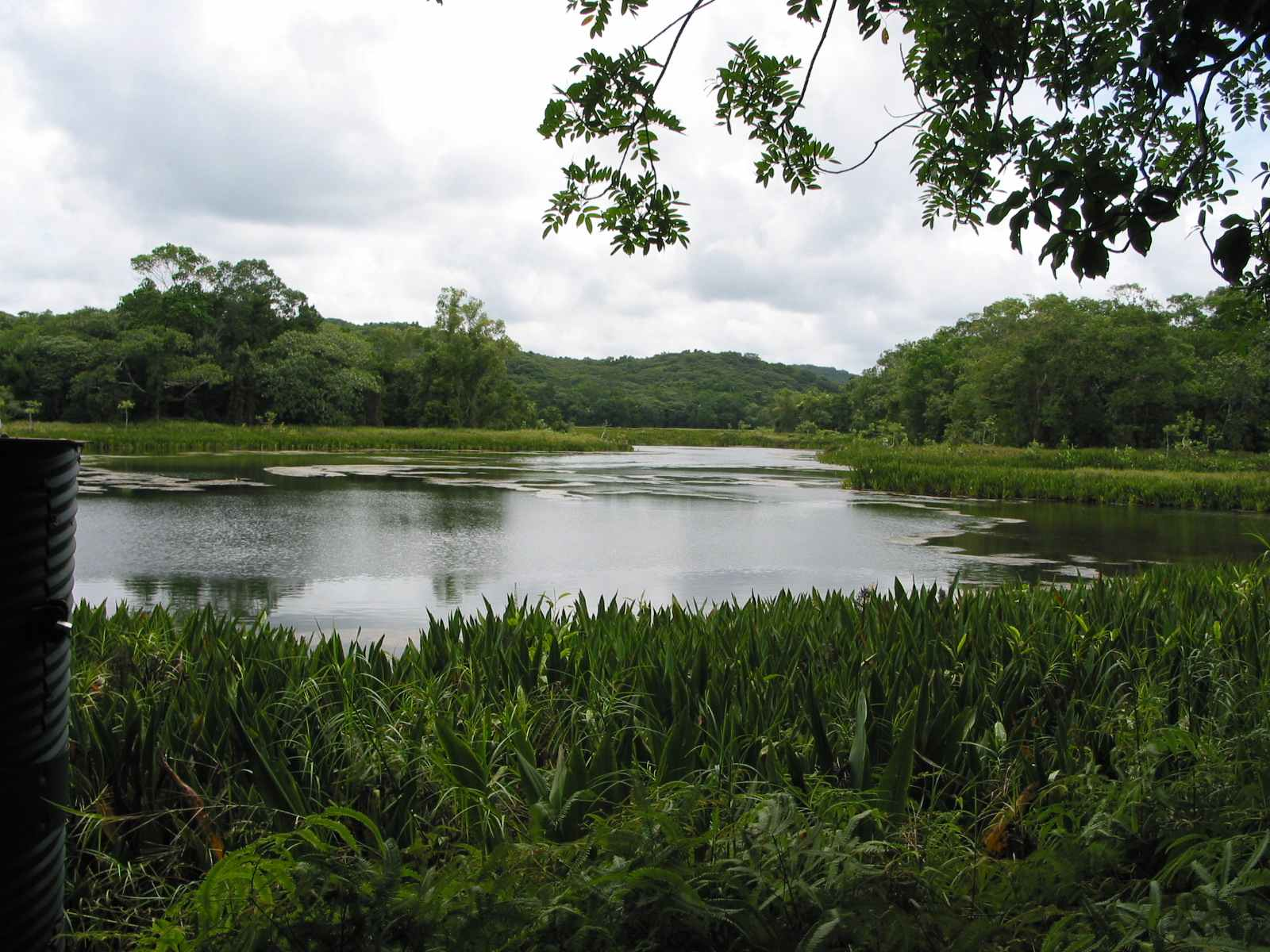
Lake Ngardok

Mit einer Landfläche von 328 km² ist Babeldaob die größte Insel der Palauinseln, die nördlich des Äquators im Pazifischen Ozean mehr als 2000 km nördlich des Australischen Kontinentes liegen und geographisch zur Inselregion Mikronesien gehören. Die ungefähr nord-süd-orientierte Insel ist rund 45 km lang und bis zu 13 km breit. Entlang großer Teile der Westküste verläuft ein ausgedehntes Barriereriff.
Der überwiegende Teil von Babeldaob besteht aus Gestein vulkanischen Ursprunges, meist Andesit und basaltische Gesteine. Babeldaob hat einige nicht sehr ausgedehnte Küstenebenen, vor allem an den Mündungen der Flüsse. Ansonsten steigt die Landschaft von der Küste zur Inselmitte hin in sanften Wellen an. Das Inselinnere besteht überwiegend aus dicht bewachsenen Hügeln. Die höchste Erhebung mit 242 m ist der Mount Ngerchelchuus im Verwaltungsbezirk Ngardmau im Norden.
Die hohen Regenmengen werden über Flüsse – der längste ist der Ngerdorch River – und zahlreiche kleinere Fließgewässer ins Meer abgeleitet. An einigen Stellen haben sie spektakuläre Wasserfälle hervorgebracht. Auf der Insel gibt es zwei kleine Seen: der Ngardok-See unweit des Städtchens Melekeok im Osten mit 48.000 m² und der Ngerkall Pond im Verwaltungsbezirk Ngaraard mit 4000 m².
Einen schmalen Streifen Sandstrand gibt es bei Melekeok an der Ostküste.

### Klima
Die Palauinseln haben tropisch-feuchtes Meeresklima. Die Temperatur in den Küstenbereichen von Babeldaob fällt selten unter 23 °C, die Jahresdurchschnittstemperatur beträgt 27 °C. Die Regenfälle sind, wie in den Tropen üblich, kurz und heftig. Die durchschnittlichen Regenmengen liegen zwischen 272 und 531 mm pro Monat. Der meiste Regen fällt im April/Mai sowie in den Wintermonaten, die klimatisch von den nordöstlichen Passatwinden geprägt sind.

## Flora und Fauna
Auf Babeldaob gibt es ein Naturschutzgebiet – Ngardok Nature Reserve – das den Ngardok-See und dessen Wassereinzugsgebiet umschließt. Es wurde 1997 eingerichtet und umfasst etwa 4 km².

### Flora
Die ursprüngliche Flora von Babeldaob stammt überwiegend aus Asien. Wegen der größeren Nähe zum Kontinent, der hohen Niederschläge und der fruchtbaren Erde aus Verwitterungsprodukten vulkanischer Gesteine ist der Pflanzenwuchs üppiger und artenreicher als auf den übrigen Inseln Mikronesiens.
Die Küstenvegetation besteht in weiten Teilen der Insel aus Mangrovenwäldern. Neben mehreren Mangrovenarten findet man hier: Horsfieldia amklaal, einen Baum, der zu den Magnolienartigen gehört, Cynometra ramiflora, einen kleinwüchsigen tropischen Baum, und Barringtonia racemosa, einen mittelgroßen Baum aus der Familie der Topffruchtbaumgewächse. In gestörten Bereichen hat sich Hibiscus tiliaceus (Lindenblättriger Eibisch) angesiedelt.
Die niedrigen, küstennahen Regionen wurden in den Jahrhunderten der menschlichen Besiedlung völlig umgestaltet, insbesondere im Osten der Insel. Neben Wohnbebauung findet man hier überwiegend Gartenland (Tapioka, Süßkartoffel), Baumkulturen (Brotfrucht, Papaya, Mango, Betelnuss), Kokoshaine und Taro-Felder.:278
Die Höhenlagen bedeckt ein dichter Wald, der jedoch immer wieder von größeren, savannenähnlichen Zonen unterbrochen wird. Dieses Busch- und Grasland ist das Ergebnis umfangreicher Eingriffe der indigenen Bevölkerung in die Umwelt. Die Ureinwohner rodeten und terrassierten die Hügel für den Intensivanbau von Feldfrüchten. Bereits in voreuropäischer Zeit wurden die Anbauflächen weitgehend aufgegeben und es entwickelte sich ein sekundärer, artenarmer Bewuchs mit Büschen und robusten Gräsern.:189
Die Waldbereiche auf den Höhenlagen sind durch intensiven Holzeinschlag während der japanischen Besatzung beeinträchtigt. Als Sekundärwald haben sich der Baumfarn Cyathea lunulata, Casuarina equisetifolis (Kasuarinen) und Pandanus tectorius (Schraubenbäume) angesiedelt. Ungestörten oder wenig gestörten Bewuchs findet man am ehesten an der Westküste. Dort gibt es noch Restbestände von „typischem“ tropischem Regenwald mit hohen Bäumen, besetzt mit Lianen und Epiphyten, sowie dichtem Farn- und Moosbestand.:44 Zu den verbliebenen indigenen Baumarten gehören: Campnosperma brevipetiolata, Myristica insularis, Alphitonia carolinensis, Atuna racemosa und mehrere Glochidion-Arten, allesamt recht stattliche, landschaftsprägende Bäume.:279

### Fauna
Auf Babeldaob gibt es Leistenkrokodile. Die Tiere brüten im Ngardok-See. Die Verbindung mit dem Meer stellt der Ngerdorch River her.
Zwei Arten von Fledermäusen kommen vor: Pteropus muriannus pelewensis, eine früchtefressende Spezies, und Embullonura semicaudata palauensis, die sich von Insekten ernährt. Beide Arten sind endemisch und mittlerweile bedroht, da sie von den Einheimischen gefangen und mit Kokosmilch zu einer Suppe verarbeitet oder zu den Marianen exportiert werden. Eine weitere Art, Pteropus pilosus (Weichhaar-Flughund), ist seit dem 19. Jahrhundert ausgestorben.

## Geschichte

### Vorgeschichte
Trotz einiger archäologischer Grabungen mit mehreren Radiokarbondatierungen seit den 1990er Jahren ist die Besiedlungsgeschichte der Palauinseln immer noch nicht ausreichend gesichert. Vermutlich haben die Ureinwohner Babeldaob in mehreren Einwanderungswellen erreicht, von den Philippinen, von Indonesien und von anderen melanesischen Inseln. Wann das geschah, ist noch unklar.
Bruce Masse, ein Umweltarchäologe am Los Alamos National Laboratory, New Mexico, datiert die Erstbesiedlung von Babeldaob auf die Zeit um die Zeitenwende. Das Ergebnis der Datierung eines menschlichen Schädelfragments aus der archäologischen Fundstelle Chelechol ra Orrak auf der Orrak-Insel, einer kleinen Nebeninsel vor dem Dorf Airai im Südosten von Babeldaob, reicht bis 800–890 v. Chr. zurück. Relikte, die bei einem Straßenbauprojekt zu Tage traten, konnten auf 1400 v. Chr. datiert werden. Die Analyse von Sedimentproben im Jahr 2000 aus einem Taro-Feld könnte sogar belegen, dass menschliche Aktivitäten auf Babeldaob bis in das frühe 2. Jahrtausend v. Chr. zurückreichen.
Über die Frühzeit der Besiedlung ist wenig bekannt, wahrscheinlich wohnten die Ureinwohner zunächst in küstennahen Kleinstsiedlungen und unter Felsüberhängen. Mit zunehmendem Bevölkerungswachstum im ersten Jahrtausend v. Chr. siedelten die Menschen in einigem Abstand von der Küste, aber immer noch in dem niedrigen Küstenland. Siedlungsreste aus dieser Zeit wurden 1,0–1,5 km vom Küstensaum entfernt gefunden.
Mit der Zeit entwickelte sich eine stratifizierte Stammesgesellschaft, mit Adels-(Groß-)Familien an der Spitze, die sich in starkem Maße auf Männerbünde stützte. Die Männer trafen sich in großen, kunstvoll gebauten Männerhäusern (bai) und waren wahrscheinlich die Organisatoren der arbeitsintensiven Erdbauten. Um das soziale Gleichgewicht zu wahren, gab es in den Dörfern auch Frauenbünde, die aber über keine derart aufwändig gestalteten Versammlungshäuser verfügten und auch deutlich weniger gesellschaftlichen Einfluss hatten.:3
Der soziale Unterbau organisierte sich in Zentren, größeren Dörfern, die mit kleineren, umliegenden Ansiedlungen Allianzen bildeten, um über eine genügende Anzahl von Kriegern verfügen zu können. Solche Mittelzentren waren Koror, Melekeok, Imeyong, und Imeliik (Aimelik).:3

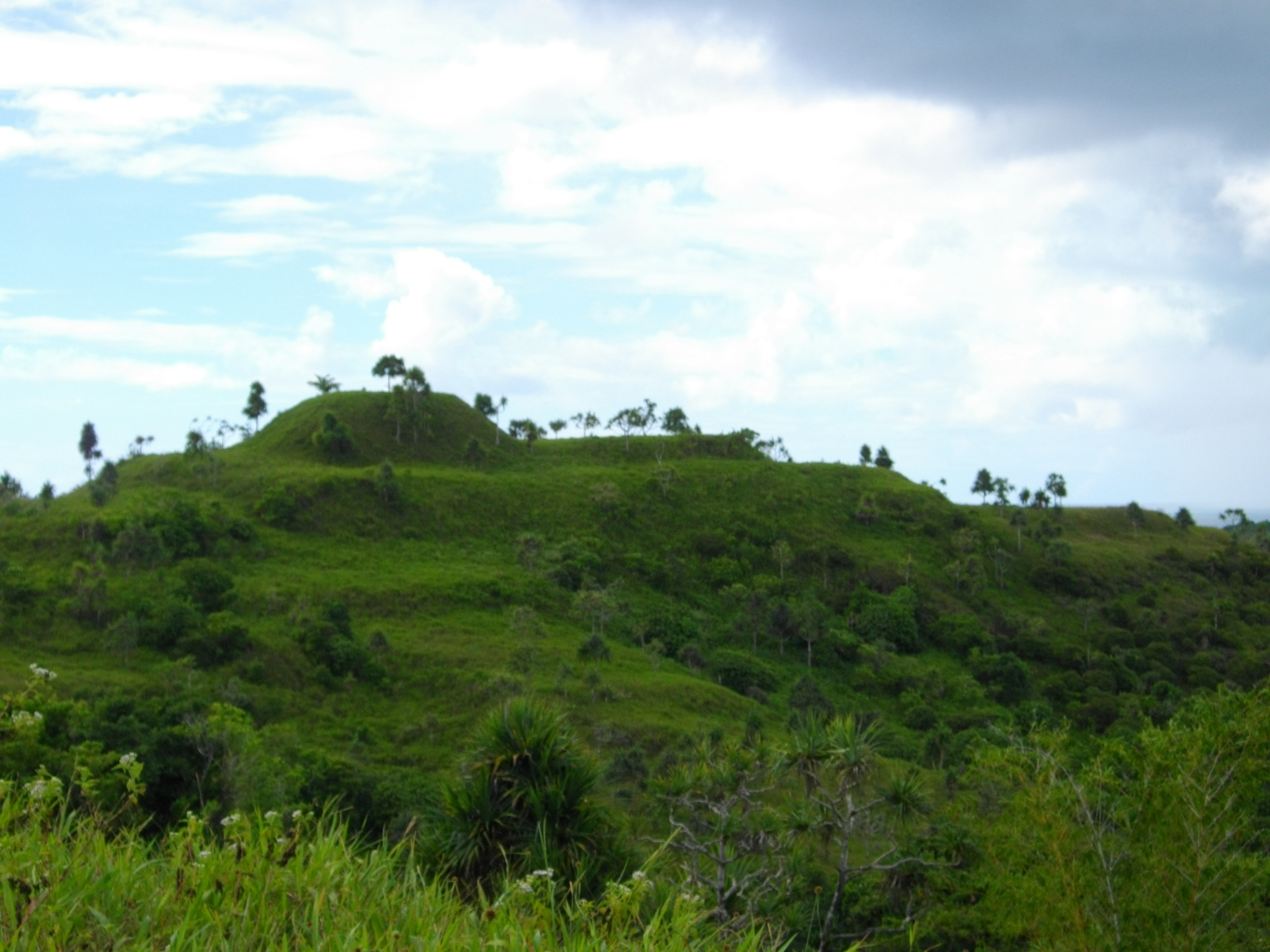
Terrassierte Hügel in Zentral-Babeldaob

Ab der Zeitenwende erschlossen die Bewohner zunehmend das Inselinnere mittels Brandrodung und wandelten die Hügel großflächig in Anbauterrassen um. In der Zeit zwischen 500 und 1400 n. Chr. wurde auf der gesamten Insel eine beträchtliche Anzahl solcher Terrassenanlagen errichtet, die heute noch landschaftsprägend sind. Die Hügel dienten aber nicht nur landwirtschaftlichen Zwecken, sondern waren auch befestigte Wohnanlagen.:189 Einige der terrassierten Hügel sind an der Spitze abgeflacht und mit Umwallungen (Brustwehren?) befestigt. Es sind große, von einem Kreisgraben umgebene Verteidigungsbauwerke. Der V-förmige Ringgraben des 1996 archäologisch untersuchten Ngerulmud Hill bei Melekeok hatte 100 m Durchmesser, war ursprünglich 7,5 m tief und 4 m breit.:74–75
Die Monumentalität der weithin sichtbaren Terrassenanlagen machte sie zu landschaftsbeherrschenden Strukturen. Das legt nahe, dass sie nicht nur für einen intensivierten Nahrungsanbau errichtet wurden, sondern darüber hinaus Manifestationen des Machtkampfes um die soziopolitische Vormachtstellung zwischen rivalisierenden Gruppen waren. Die räumliche Anordnung lässt vermuten, dass sie auch als Grenzmarker der Stammesgebiete dienten. Ihre Lage mit uneingeschränkter Rundumsicht deutet auf eine Kontroll- und Überwachungsfunktion gegenüber den Dörfern in der Küstenzone hin.:82
Die Vielzahl und Größe der von Grund auf umgestalteten Erdhügel mit sechs bis acht Terrassen sowie die immense damit verbundene Arbeitsleistung weist auf eine effiziente, durchdachte Organisationsstruktur hin und lässt auf eine beträchtlich höhere Bevölkerungszahl schließen als heute. In älteren Veröffentlichungen wird von einst 40.000 bis 50.000 Bewohnern gesprochen.
Im 2. Jahrtausend n. Chr. hörte die Bautätigkeit an den Hügelterrassen auf, die Gründe dafür sind unbekannt. Umwelteinflüsse wurden vermutet, aber wahrscheinlicher ist ein soziopolitischer Umbruch innerhalb der Gesellschaft. Die Bewohner siedelten stattdessen in offenen Dörfern, ohne jedoch die Terrassenanlagen völlig aufzugeben. Sie wurden in die Dörfer integriert, z. B. mit nutzbaren Bäumen bepflanzt oder für Wohnbebauung umgewidmet.:89 Der deutsche Forschungsreisende Karl Semper zählte Ende des 19. Jahrhunderts 235 Dörfer, 151 davon waren bereits aufgegeben. Sie lassen sich heute anhand von Steinterrassen, Steinplattformen, gepflasterten Wegen und Steinsarkophagen archäologisch nachweisen.:87
Auch für den Touristen sichtbare Relikte der Dörfer sind anthropomorphe Megalithe, die man in beträchtlicher Anzahl über die ganze Insel verteilt findet. Im Verwaltungsbezirk Melekeok an der Ostküste, bei dem kaum ein Dutzend Häuser umfassenden Dörfchen Ngermelech, stehen unweit der Küstenlinie sieben Skulpturen (von ursprünglich neun) aus Andesit, angeordnet in zwei parallelen Reihen in einem Areal von ungefähr 30 × 10 m. Sie tragen grob gefertigte, anthropomorphe Gesichter, deren große, runde Augen an Eulenaugen erinnern. Der Zweck der Statuen ist unbekannt, möglicherweise sind sie Fundamentsäulen eines repräsentativen Hauses. Die 1 m bis 2,7 m hohen Steinfiguren haben Namen und sind in die lokalen Legenden eingewoben.:13–16

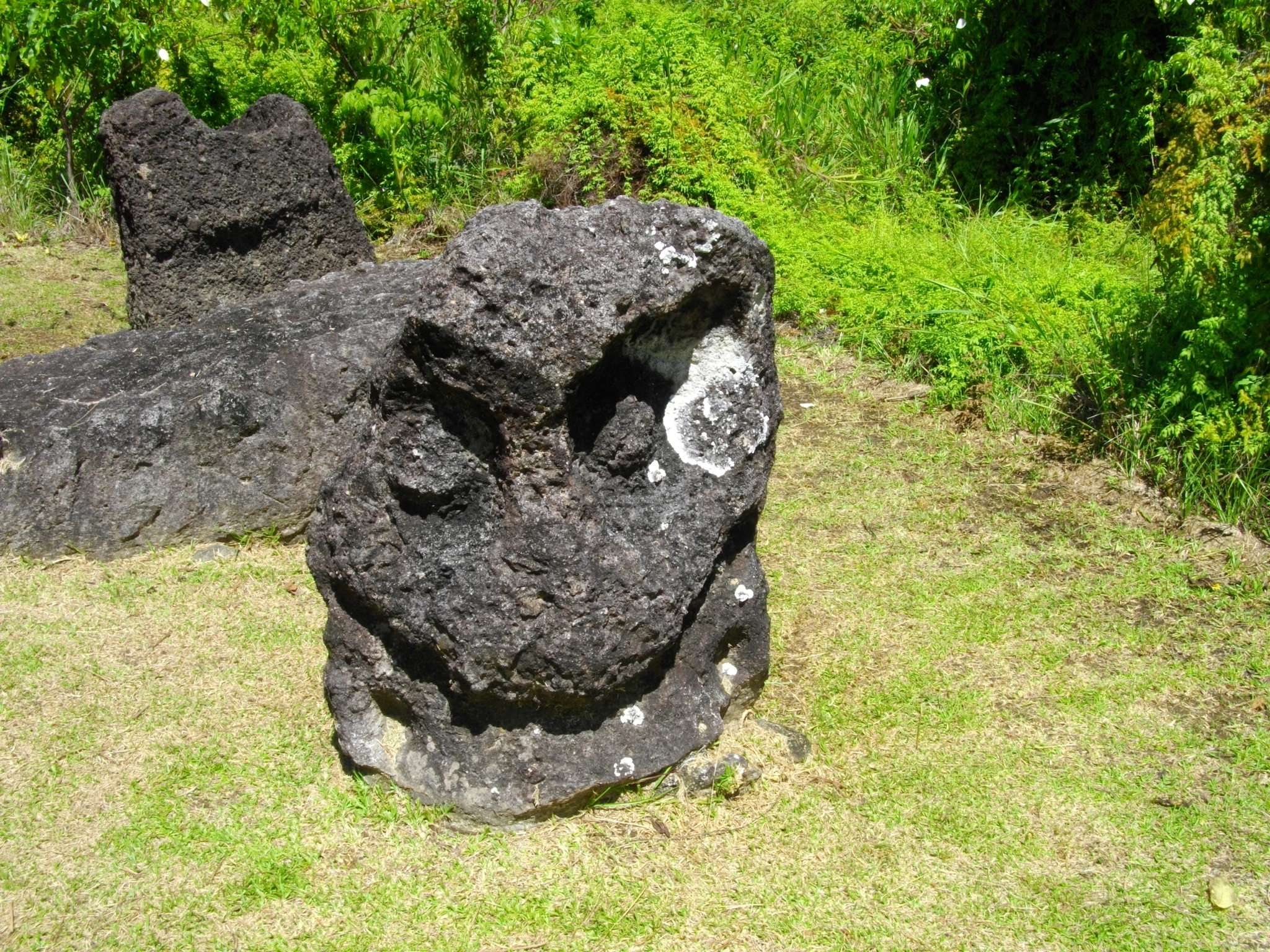
Steingesicht in Badrulchau, auf der nördlichen Halbinsel von Babeldaob

Weitere Megalithe gibt es bei Badrulchau auf der Halbinsel im Norden von Babeldaob. Auf dem Areal stehen insgesamt 52 aufrechte Steine, ebenfalls aus Andesit. 25 davon (ursprünglich waren es 36) sind in einer 54 m langen Kolonnade angeordnet. Sie bildeten vermutlich das erhöhte Fundament eines bai, eines Versammlungshauses für Männer. Einige solcher Häuser waren noch zur deutschen Kolonialzeit in Funktion. Halbrunde Aussparungen am oberen Ende der Megalithe legen nahe, dass sie einst ein Balkengerüst getragen haben, auf dem der Boden des Hauses ruhte. Südöstlich davon steht eine weitere Säulenreihe mit 12 Steinen und nordwestlich eine kleine, etwa 8 m hohe Erdpyramide. Auf einem kleinen Platz stehen zwei Monolithe und sechs Steingesichter.:16–17 Eine bei Ausgrabungen gewonnene Radiokarbondatierung erbrachte ein Alter der Stätte von 1800 Jahren. Ähnliche, auf großen Steinsäulen ruhende Häuser, latte genannt, gab es auf den 1300 km nordöstlich gelegenen Marianen.:190
Weitere steinerne Zeugnisse der Ureinwohner sind Petroglyphen, die man überall auf der Insel finden kann, mit einfachen, grafischen und anthropomorphen Zeichen und Symbolen, die vielleicht die Vorstufe einer Schrift sind.

### Europäische Entdeckung
Auf den Palauinseln kursierte bereits im 16. Jahrhundert eine Währung aus Glas- und Keramikperlen, die nicht auf den Inseln hergestellt wurden. Wahrscheinlich stammten sie von den Philippinen, die seit 1565 bereits spanische Kolonie waren. Das belegt einen sehr frühen Handelsverkehr zwischen Mikronesien und den Philippinischen Inseln. Bevor die Europäer sich auf Babeldaob etablieren konnten, waren deren Erzeugnisse bereits dort bekannt.:50
Wahrscheinlich hat der spanische Seefahrer Ruy López de Villalobos Babeldaob und die umliegenden Inseln im Januar 1543 für Europa entdeckt. Vermutlich hat er aber nicht Babeldaob selbst, sondern nur das der Küste vorgelagerte Korallenriff gesehen, wie sich aus der Namensgebung „Los Arrecifes“ (dt.: die Riffe) schließen lässt.
Es ist auch möglich, dass Francis Drake mit der Golden Hinde während seiner Weltumsegelung 1579 Babeldaob erreicht hat. Trotzdem war in Europa bis zum Beginn des 18. Jahrhunderts über die Palauinseln wenig bekannt.
Katholische Missionare, die seit dem 16. Jahrhundert auf den Philippinen ansässig waren, erhielten von Schiffbrüchigen der Karolinen Informationen über eine Inselgruppe östlich der Philippinen und beschlossen, deren Bewohner zu christianisieren. 1710 erreichte die Santissima Trinidad unter dem Kommando von Francisco Padilla die Sonsorol-Inseln und setzte zwei Jesuiten-Missionare ab. Die Santissima Trinidad wurde jedoch von widrigen Winden abgetrieben und landete an der Küste von Babeldaob. Das weitere Schicksal der Missionare ist ungeklärt. Auch Don Bernardo de Egui, der 1712 mit dem Schiff Santo Domingo de Guzman von Guam ausgesandt wurde und auf Babeldaob landete, konnte deren Verbleib nicht aufklären.
Der amerikanische Walfänger Mentor aus New London war 1832 auf das Barriereriff im Westen von Babeldaob aufgelaufen und gesunken. Mehrere Mannschaftsmitglieder, darunter der Seemann Horace Holden, konnten sich auf Babeldaob retten. Dort lebten sie mehrere Monate unter den Einheimischen und bauten ein Boot, mit dem sie nach Kanton in China segeln wollten. Sie gerieten jedoch in einen Sturm, drifteten ab und landeten auf der Insel Tobi, wo sie gefangen genommen wurden. Sie konnten 1834 vom britischen Schiff Britannica gerettet werden. Horace Holden veröffentlichte 1836 ein Buch über seine Abenteuer, das erstmals Babeldaob in der westlichen Welt in einem größeren Kreis bekannt machte.
Babeldaob gehörte nominell zum Spanischen Kolonialreich, wenn auch eine nennenswerte Kolonisierung und Verwaltung erst im späten 19. Jahrhundert erfolgte. Als spanische Kapuziner Ende des 19. Jahrhunderts von Rom beauftragt wurden, die Karolinen zu evangelisieren, gerieten die Palauinseln erneut in den Fokus der Mission, Auf dem Weg nach Yap erkundeten sieben Missionare der spanischen Kapuziner die Insel Koror und wurden freundlich empfangen. Am 28. April 1891 brachte der Handelsschoner Santa Cruz zwei Missionare von Yap nach Koror, um die erste permanente Missionsstation zu errichten. Sie waren in der Christianisierung der Einheimischen zunächst nicht sehr erfolgreich. Als 1892 eine Grippeepidemie ausbrach und zahlreiche Insulaner schwer erkrankten und starben, war dies ein Anlass, sich von der alten, animistischen Lokalreligion ab- und der christlichen Religion zuzuwenden. Die erste Kirche mit Missionsschule wurde 1892 auf Koror eröffnet, aber bereits im April 1893 errichtete Pater Luis de Granada eine dem heiligen Josef von Nazaret geweihte Kapelle in Ngarchelong an der Nordspitze von Babeldaob. Eine Missionsschule wurde im Jahr danach gebaut. Weitere Missionsstationen in Chelab, Ngaraard und Melekeok folgten innerhalb kurzer Zeit. Melekeok wurde das Zentrum der Mission auf Babeldaob, bis die Station am Ostersonntag 1922 von einem Taifun zerstört wurde. Danach konzentrierten sich die Missionare auf das dichter besiedelte Koror.

### Deutsche Kolonie
Nach der Niederlage im Spanisch-Amerikanischen Krieg verkaufte das Königreich Spanien die Palauinseln an Deutschland. Nach der Unterzeichnung des Deutsch-Spanischen Vertrages vom 12. Februar 1899 trat die spanische Regierung Babeldaob mit den übrigen Palauinseln sowie die Karolinen und Marianen an Deutschland ab. Mit Gesetz vom 18. Juli 1899 erklärte Kaiser Wilhelm II. die Inseln zum Deutschen Schutzgebiet. Babeldaob gehörte zum Verwaltungsbezirk der Westkarolinen und war dem Bezirksamtmann auf der Insel Yap unterstellt. Die deutsche Verwaltung auf den Südseeinseln war stets mit sehr wenig Personal ausgestattet. Auf Yap befanden sich in der Anfangsphase der Kolonisation nur zwei Deutsche mit elf einheimischen Polizeisoldaten. Erst 1905 kam mit Wilhelm Winkler ein eigener Verwalter nach Palau. Er residierte auf der Insel Koror und war auch für Babeldaob zuständig.
Nach der spanischen Mission waren die Einwohner der Palauinseln überwiegend katholisch. Mit der Einrichtung der deutschen Kolonialverwaltung ging die Verantwortung von den spanischen Kapuzinern auf die Brüder der rheinisch-westfälischen Ordensprovinz über. In Melekeok befand sich eine deutsche Missionsschule.
Während der deutschen Kolonialzeit erforschte die von Georg Thilenius initiierte Hamburger Südsee-Expedition Babeldaob und die übrigen Palauinseln und brachte zahlreiche Museumsobjekte nach Deutschland.

### Japanisches Mandat
Nachdem das Japanische Kaiserreich 1914 dem Deutschen Reich den Krieg erklärt hatte, besetzten Japaner zwischen dem 29. September und dem 21. Oktober 1914 die deutschen Kolonien in Mikronesien, ohne auf Widerstand zu stoßen. Die deutschen Amtsträger und größtenteils auch die Siedler und Missionare mussten die Inseln verlassen.
Als Folge der Versailler Friedenskonferenz wurden am 7. Mai 1919 die Mandatsmächte für die deutschen Kolonien bekanntgegeben. Japan erhielt das Völkerbundmandat über die Palauinseln, musste sich aber verpflichten, keine Militärbasen zu errichten und auf den Aufbau einer Eingeborenenarmee zu verzichten.
Die japanische Verwaltung auf den Palauinseln war mit vielen Vorurteilen behaftet. Die Insulaner galten als faul und als Menschen dritter Klasse (Santō kokumin). Zur wirtschaftlichen Entwicklung siedelte man daher auf Babeldoab für den Abbau von Bauxit und den umfangreichen Holzeinschlag in den bis dahin unberührten Wäldern Kolonisten von den Okinawa-Inseln an.:192
1933 trat das Japanische Reich aus dem Völkerbund aus, wodurch alle Verpflichtungen der Mandatsmacht gegenüber dem Völkerbund hinfällig wurden. Ab den 1930er Jahren wurde Babeldaob militarisiert.

### Der Zweite Weltkrieg und die Zeit danach
Hauptartikel → Schlacht um die Palau-Inseln
Als der Pazifikkrieg am 7. Dezember 1941 begann, waren die abgelegenen, aber von den Japanern inzwischen stark befestigten Palauinseln davon zunächst nicht betroffen. Auf Babeldaob befanden sich japanische Garnisonen mit insgesamt über 20.000 Militärangehörigen, weit mehr als die Insel Einwohner hatte. Außerdem hatten Japaner die Insel mit Küstenbatterien, Flugabwehrkanonen, Festungen und Unterständen gegen eine Invasion gerüstet.
1944 bombardierte die US Navy die japanischen Einrichtungen auf Babeldaob sowie den Inseln Koror, Peleliu und Angaur. Die US-Landungsoperationen 1944 konzentrierten sich jedoch auf die Inseln Peleliu (→ Schlacht um Peleliu) und Angaur (→ Schlacht um Angaur). Babeldaob blieb bis zum Ende des Pazifikkrieges japanisch besetzt. Die meisten Opfer unter der einheimischen Bevölkerung der Insel forderten nicht die nahezu täglichen Bombenangriffe, sondern die schlechten Lebensbedingungen, Mangelernährung, Krankheiten und fehlende medizinische Versorgung.
Zahlreiche Freiwillige aus Palau dienten als Hilfskräfte im japanischen Militär und wurden während des Krieges auf andere Inseln im Pazifik verschickt. Nach dem Ende der Kämpfe brauchten sie Jahre, um wieder in ihre Heimat zurückzukehren. In einem japanischen Film wurde das Schicksal der Männer des 104th Construction Detachment dramatisiert, die auf Neuguinea gestrandet waren und erst einige Jahre nach Kriegsende auf die Palauinseln zurückkehren konnten.:210
Mit dem Ende des Zweiten Weltkrieges wurde Palau und ein Großteil von Mikronesien im Juli 1947 „Trust Territory of the Pacific Islands (TTPI)“, ein Mandat der Vereinten Nationen unter US-amerikanischer Verwaltung. Am 1. Oktober 1994 verkündete Palau seine Unabhängigkeit, Hauptstadt wurde Koror.
Die 1977 fertiggestellte Koror–Babeldaob Bridge, die die Inseln Babeldaob und Koror verband, war seinerzeit die längste Spannbetonbrücke der Welt. Nach Sanierungsarbeiten stürzte die Betonbrücke am 26. September 1996 ein. Zwei Personen starben, vier wurden verletzt. Die 413 m lange „Japan-Palau Friendship Bridge“, eine 2002 eröffnete Extradosed-Brücke, ersetzte das zerstörte Bauwerk.

## Verwaltung und Infrastruktur

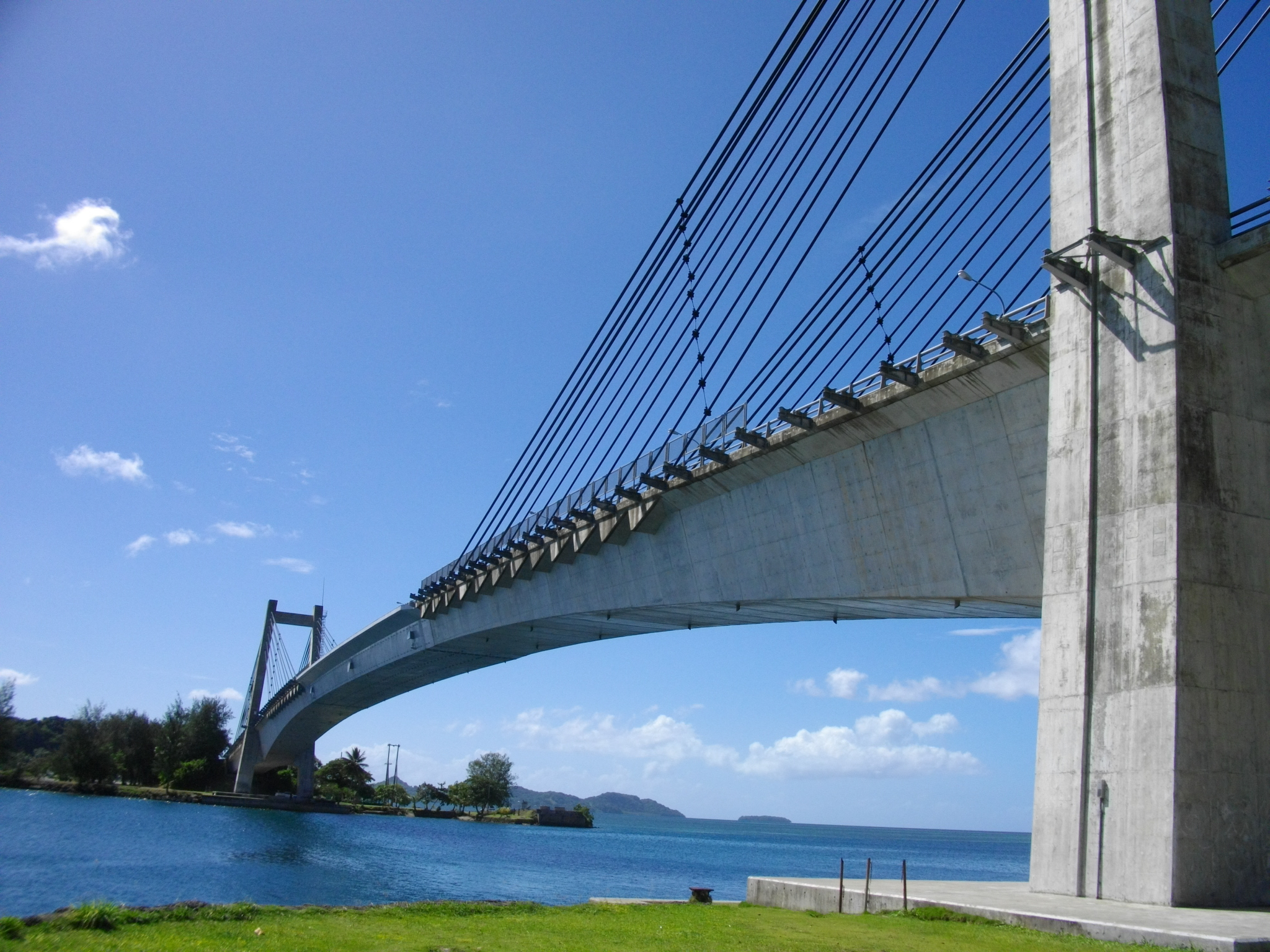
Japan-Palau Friendship Bridge zwischen Koror und Babeldaob

Zehn der sechzehn Verwaltungseinheiten (genannt „States“) der Republik Palau liegen auf der Insel Babeldaob:
- Airai
- Aimeliik
- Ngeremlengui
- Ngerchelong
- Ngchesar
- Melekeok
- Ngiwal
- Ngaraard
- Ngardmau
- Ngatpang

Nach der Unabhängigkeit 1994 war zunächst Koror auf der gleichnamigen Nachbarinsel Hauptstadt der Republik Palau. Seit 2006 ist die Ortschaft Ngerulmud auf Babeldaob Hauptstadt und löste in dieser Funktion das wesentlich größere Koror ab.
Babeldaob ist zwar die größte, nicht aber die bevölkerungsreichste Insel von Palau. Auf der wesentlich kleineren, urbanen Nachbarinsel Koror wohnen annähernd zwei Drittel aller Einwohner der Republik Palau. Im Jahr 2020 betrug die Einwohnerzahl der auf Babeldaob gelegenen 10 Verwaltungsbezirke 5497 Personen. Viele jüngere Leute zieht es in das benachbarte Koror, das immer noch Verwaltungs- und wirtschaftliches Zentrum der Republik ist. Zudem gibt es eine bedeutende Emigration nach Guam, weil man sich dort Arbeitsplätze bei der United States Air Force und der amerikanischen Verwaltung erhofft, sowie zum Studium in die USA.:210–211
Auf Babeldaob gibt es Schulen für alle Abschlüsse bis zur Hochschulreife. Das Schulsystem wird jedoch stark von privaten Konfessionsschulen geprägt. Der Inselstaat Palau hat keine Universität, sondern lediglich ein College, das Palau Community College auf der Insel Koror.
Das wichtigste Infrastrukturprojekt für Babeldaob, das in den 1990er Jahren mit Mitteln der Vereinigten Staaten in Angriff genommen wurde, war der Bau der 95 km langen befestigten Ringstraße, die die im Küstentiefland gelegenen Dörfer miteinander verbindet und über die Koror-Babeldaob-Brücke weiter zur Nachbarinsel Koror führt. Für die Planung und die Koordination der Bauarbeiten war das United States Army Corps of Engineers verantwortlich.
Der internationale Flughafen Babelthuap/Koror (ICAO-Code: PTRO, IATA-Code: ROR), der ehemalige US-Militärflugplatz mit einer 2195 m langen asphaltierten Start- und Landebahn, liegt in der Nähe des Ortes Airai im Süden von Babeldaob.